# Gäddeby säteri
Gäddeby säteri, även känt under namnet Tigby är en jordbruksrörelse cirka två kilometer sydväst Glanshammars kyrka i Glanshammars socken.
Säteriet omfattade ett hemman berustat säteri Gäddeby, ½ hemman Skjölf, ½ skattehemman Strupmossen, 1/4 mantal av Tidesta, 1/4 mantal skattehemman Tjugestatorp samt torpen Halvarstorp och Quistatorp.

## Ägarelängd
I mitten av 1400-talet ägs gården av Magnus Pedersson, 1460 står Bengta Andersdotter som innehavare, från 1570 till 1598 finns flera ägare med det gemensamma släktnamnet Somme. Därefter står Jesper Nilsson Cruus af Edeby som ägare fram till 1614. Henrik Horn är noterad som ägare från 1680 men han tvingas lämna den då kronan löser in egendomen 1687. Omkring 1700 frisläpptes säteriet och ägdes då av överstelöjtnanten Peter Wetzler fram till hans död 1709 då egendomen ärvdes av hans barn. Arvingarna kunde inte bestämma vem av dem som skulle överta gården och mellan 1711 och 1715 arrenderades gården av jungfru Caisa Wetzler. Hon gifte sig med kaptenen Anton von Boij och innehade gården till 1725. Nils Stiernflycht är ägare 1770–1778 och 1796 ärver kyrkoherde Axel Lilliestråle och hans fru Magdalena Doroteas, barn Chatarina Magdalena Liljestråle gift med fabrikör Hans Petter Lindstedt och Ulrica Magdalena Liljestråle, gift med hovpredikanten och kyrkoherden Lars Christer Björkegren, säteriet. Catharina Magdalena löste ut sin syster och 1807 sålde hon säteriet till Jonas Ruus som i sin tur sålde säteriet 1807 till assessor Johan Gustaf Wilson sedermera ägare till Skävisund. Den kom att stanna inom släkten Wilson till 1916. Bland dessa ägare märks medicine doktor Hans Peter Wilson och hans änka Gunilla Wilson samt hennes barn och barnbarn.

## Fornlämningar och möjliga fornlämningar
300 meter öster om huvudbyggnaden finns en fornlämning som består av en boplats vid undersökning av platsen 2016 hittades en härd fylld med sot, kol och skärvsten, cirka 70 meter söder om boplatsen finns ett gravfält som klassificeras som en fornlämning som består av två runda högar och en stensättning med fyra övertovade stenar. Gårdsplanen och tomten runt huvudbyggnaden räknas som en möjlig fornlämning. Det undersökta området mäter 240 meter x 60 till 90 meter i nord sydlig riktning. Tomten återges i en geometrisk avritning från 1688, samt arealavmätning från 1856. Vid en kompletterande undersökning 1999 hittade man på tomtens sydöstra del en spismursrest med stenar lagda i tre skikt. Runt området finns det rikligt med tegel och detta är troligen resterna efter en smedja. I åkern intill och öster om tomten påträffades ett bränt ben av djur och enstaka skärvstenar samt rödgods. Vid utredningsgrävningen inom samma område framkom ett kulturlager med fynd av bränd lera, tegel, fajans och en bit obränt djurben samt en skärvstenspackning. 240 meter nordöst om huvudbyggnaden finns lite lämningar efter en kvarn som inte har fått någon antikvarisk bedömning, väster om kvarnen fanns enligt gamla kartor även en damm med en damvall.

## Gäddeby naturinventering Länsstyrelsen Örebro
Det genomfördes en naturinventering av markerna runt Gäddeby av Örebro kommun och Länsstyrelsen i Örebro 1997.Syftet var att inventera ädellövträd, samt precisera förekomst av naturtyper och växtarter, med  särskild inriktning på förekomster av ädellövträd, främst ek. Vid inventeringen hittade man Gråmalva (Lavatera thuringiaca) och Rännformig brosklav (Ramalina calicaris) som båda tillhör en i Sverige sårbar hotad art (R2) i gruppen i Sverige sällsynt art (R3) hittade man Brödmärgsticka (Perenniporia medulla-panis) och Vinterskål (Urnula hiemalis), samt i gruppen (R4) i Sverige hänsynskrävande art hittade man Skuggorangelv (Caloplaca lucifuga), Brun nållav (Chaenotheca phaeocephala) och Blekticka (Pachykytospora tuberculosa). Men områdets största naturvärde ligger i de äldre träden, främst de storvuxna ekarna och de ädla lövträden samt förekomsten av kryptogamer på dessa, på marken och på död ved. Inom området finns ett flertal hästbetade ekhagar, där det finns ekar i alla åldrar dessutom växer det även gran, asp och björk. Buskbeståndet består av krusbär, enar, hassel, olvon, och enstaka avbetade druvfläderbuskar. Fältskiktet består av en fuktäng med kärrstjärnblomma samt orbär, ängshavre, knippfryle, en art nattviol, blåsuga, svartkämpar och luddhavre.